# Comuna Viru-Nigula
Viru-Nigula este o comună (vald) din Comitatul Lääne-Viru, Estonia.
Comuna cuprinde 1 târgușor (alevik) și 34 sate.

Reședința comunei este târgușorul Viru-Nigula.